# Wardyń Dolny
Wardyń Dolny (deutsch Groß Wardin) ist eine etwa 200 Einwohner zählende Siedlung in der polnischen Woiwodschaft Westpommern. Sie gehört der Landgemeinde (gmina wiejska) Połczyn-Zdrój (Bad Polzin) im Powiat Świdwiński (Schivelbein) an.
Die Siedlung bestand bereits in der ersten Hälfte des 17. Jahrhunderts. 1628 wurde Georg von Manteuffel aus Arnhausen (heute: Lipie) als Besitzer angeführt. Bis zum 19. Jahrhundert war der Ort Besitz der Familie Manteuffel auf Redel. Im Jahre 1928 wurde der Gutsbezirk Groß Wardin, der im Jahre 1900 nur 115 Einwohner gezählt hatte, aufgelöst und in die Gemeinde Redel eingegliedert. Diese Anbindung von Wardyń Dolny an Redło besteht bis heute. Im Ort befinden sich das ehemalige Gutshaus und ein Landschaftspark aus dem 19. Jahrhundert.

## Persönlichkeiten

### Söhne und Töchter des Ortes
- Joachim Reinhold von Glasenapp (1717–ca. 1800), preußischer Oberstleutnant

### Mit dem Ort verbunden
- Arthur von Manteuffel (1815–1893), Gutsherr von Groß Wardin und preußischer Politiker, MdH